# Люба Халева
Люба Халева е българска художничка, дизайнерка и илюстраторка, известна с кориците си за книги. През 2002 г. завършва специалност Плакат и визуални комуникации в Националната художествена академия.
За оформлението си на всички сборници от поредицата „Кратки разкази завинаги“ (от том 9 нататък) е номинирана за наградите „Христо Г. Данов“ 2014 и „Златен лъв“ 2014.
През 2009 г. печели конкурса на блога за архитектура и дизайн Venus Febriculosa (Лос Анджелис) за алтернативна корица на Набоковата „Лолита“ в състезание със 104 други предложения от 34 държави.
През 2015 г. печели „Христо Г. Данов“ в категорията „Изкуство на книгата“ за работата си като илюстратор и оформител на книги на ИК „Жанет 45“.